# Haures
También llamada Flauros, Flauro, Hauras, Haures o Havres. En demonología, Haures es una Gran Duquesa del Infierno, que tiene treinta y seis legiones de demonios bajo su mando (veinte acorde con Pseudomonarchia Daemonum).
Da respuestas certeras de todas las cosas del pasado, presente y futuro, pero primero debe ser obligada a entrar en un triángulo mágico o si no mentirá, engañando al mago y burlándose de él. Pero si entra en el triángulo responderá con la verdad, y con mucho gusto hablará sobre divinidad, la creación del mundo, de sí misma y de otros ángeles caídos. También puede destruir a todos los enemigos del mago prendiéndoles fuego. Si el mago se lo pide, no caerá en la tentación de ningún espíritu en ninguna forma.
Comúnmente la gente la presenta como un leopardo humanoide con grandes garras. Haures se muestra como un fuerte y terrible leopardo que bajo petición del mago cambia a un hombre con ojos de fiera y una expresión horrible o como una mujer con cabello rojo con ojos dorados o rojos
Haures también puede supuestamente ser llamada cuando un mortal desea vengarse de otros demonios. Esto se incluye en su capacidad para destruir a los enemigos del mago.

## Presencia en videojuegos
Bajo el nombre de Flauros, es una de las invocaciones de los juegos Golden Sun II: La Edad Perdida y Golden Sun: Dark Dawn.
En Silent Hill hay un objeto importante llamado Flauros con forma piramidal.
En el juego Fate/Grand Order, Flauros es parte de los 72 Pilares Demoníacos y tiene la misión de acabar con la humanidad en el año 2016.
En el juego Elsword, el personaje Lu/Ciel puede avanzar a una clase que posee una habilidad llamada Jardín de Haures.
En la serie animada Iron-Blooded Orphans de la franquicia Gundam, un traje móvil es llamado como este demonio, bajo el nombre del ASW G-66 Flauros.
En el videojuego Cubiculum, cuyo desarrollador se hace llamar Flauros, podemos descubrir en un panel oculto que el nombre del protagonista es Haures.